# Lophostethus dumolinii
Lophostethus dumolinii är en fjärilsart som beskrevs av George French Angas 1849. Lophostethus dumolinii ingår i släktet Lophostethus och familjen svärmare. Inga underarter finns listade i Catalogue of Life.

## Bildgalleri

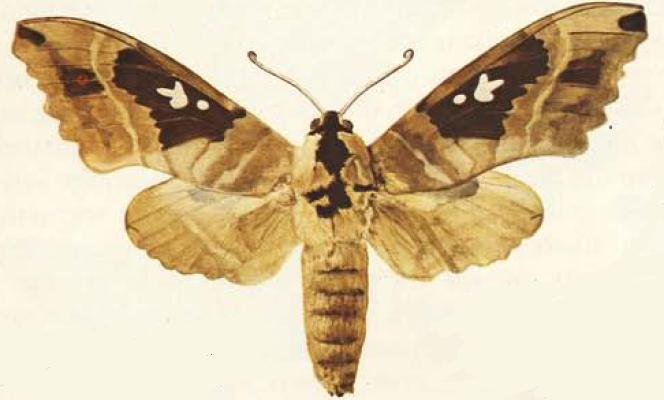